# St. Nikolaus (Groß Schwülper)

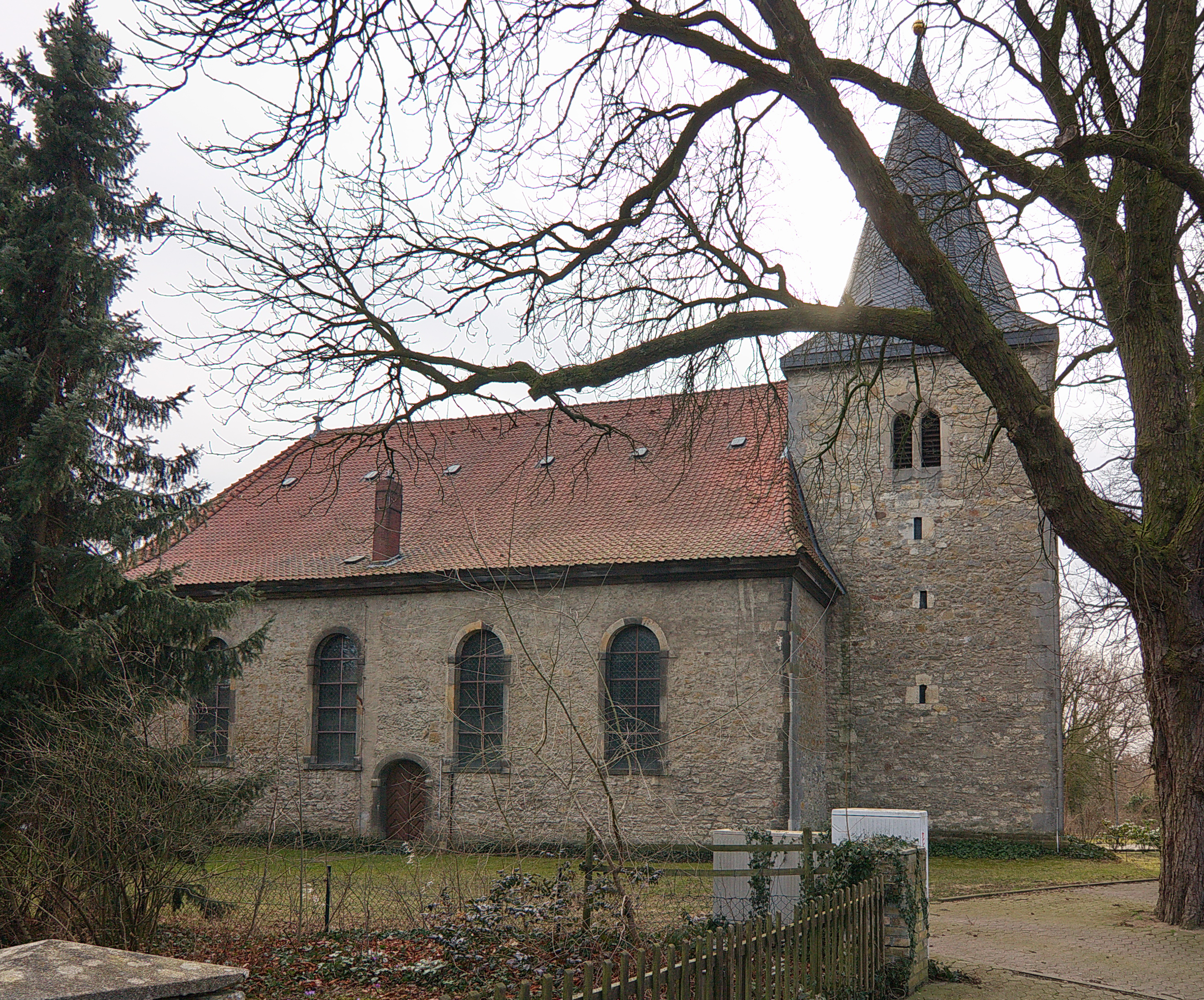
St. Nikolaus

Die evangelisch-lutherische denkmalgeschützte Kirche St. Nikolaus steht im Ortsteil Groß Schwülper der Gemeinde Schwülper in der Samtgemeinde Papenteich im Landkreis Gifhorn in Niedersachsen. Die Kirchengemeinde St. Nikolaus gehört zum Kirchenkreis Gifhorn im Sprengel Lüneburg der Evangelisch-lutherischen Landeskirche Hannovers.

## Geschichte
Die erste Urkunde, die von einer Kirche in Groß Schwülper berichtet, stammt von 1338. In ihr wurde der Verkauf des Dorfes Groß Schwülper und seine Kirche von den Herren von Meinersen an die Herzöge Otto und Wilhelm von Braunschweig-Lüneburg geregelt. Groß Schwülper hatte aber schon viele Jahre zuvor eine Kirche. Der Name "St. Nikolaus" weist auf Bischof Godehard hin, Groß Schwülper lag im Bistum Hildesheim, der ein entscheidender Förderer der Nikolaus-Verehrung war. Die erste Kirche war eine Kapelle, eine schlichte Fachwerkkirche noch ohne Kirchturm. Erst im Jahr 1489 kam der steinerne Turm hinzu. Im Dreißigjährigen Krieg brannte der Kirchturm ab, erst um 1656/57 knapp konnte er neu aufgebaut werden. Er ist der älteste Teil der heutigen Kirche, die in den Jahren 1709–1711 neu gebaut wurde, weil die alte Kirche zu klein war. Die Baukosten trug Baron von Marenholtz, der das Kirchenpatronat innehatte.

## Beschreibung

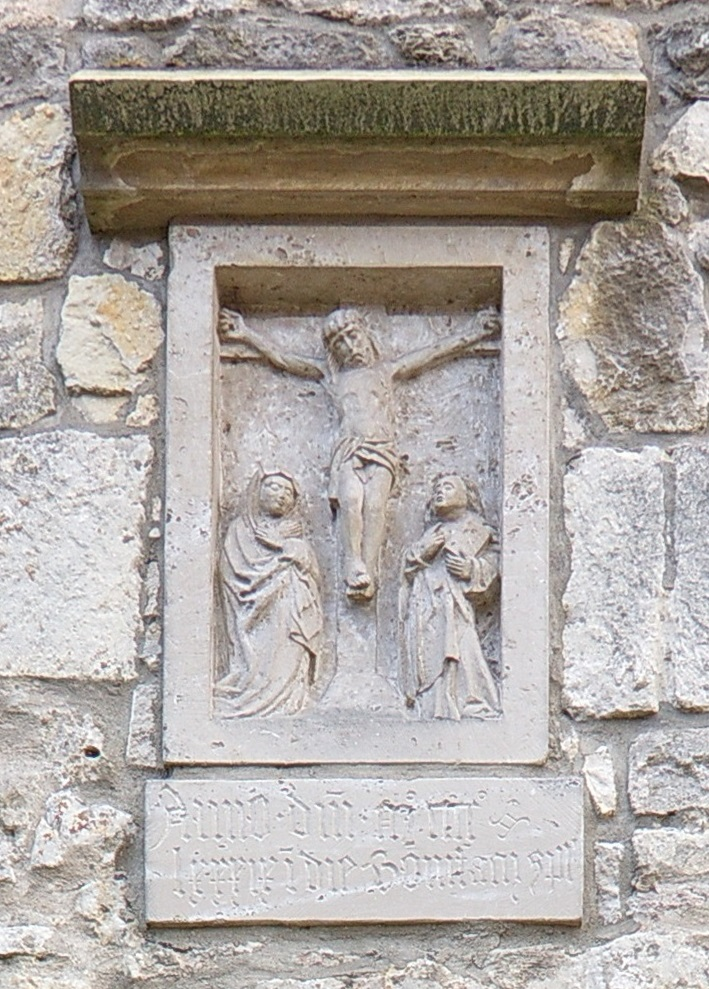
Kreuzigungsgruppe über dem Turmportal; darunter die Inschrift Anno d[omi]ni m.cccc.lxxxix i[n] die Bonifacii epi[scopi] – „Im Jahr des Herrn 1489 am Tag des Bischofs Bonifatius [5. Juni]“.

Die leicht ostsüdöstlich ausgerichtete Saalkirche mit halbrundem Chor im Osten wurde nach einem Entwurf von Johann Caspar von Völcker erbaut. Der Turm stammt vom Vorgängerbau. Über dem Portal im Westen ist ein Relief über die Kreuzigung, das mit 1489 datiert ist und 1656–1657 beim Wiederaufbau des Turms weitgehend erneuert wurde. Das oberste Geschoss des Turms hat spitzbogige Biforien als Klangarkaden nach Norden und Süden. 1808 erhielt der Turm einen schiefergedeckten Helm mit rechteckigem Ansatz und sechzehneckiger Spitze, bekrönt mit Turmkugel und Wetterfahne, der 1903, 1951 und 1978/79 repariert werden musste. Im Glockenstuhl hängen zwei Kirchenglocken, die 1922 vom Bochumer Verein gegossen wurden. Die Wände aus Bruchsteinen sind mit Ecksteinen versehen. Unter der Kirche befindet sich eine Gruft für das Erbbegräbnis der Patronatsfamilie von Marenholtz. Das Kirchenschiff ist mit einem Satteldach bedeckt, über dem Chor ist es abgewalmt. An den Längsseiten sind je vier große Bogenfenster und in der Mitte eine Tür mit einer korbbogigen Laibung. Der Chor hat drei Bogenfenster, das mittlere ist kleiner, weil sich darunter ein Portal befindet. 
Der mit einem verputzten, hölzernen Tonnengewölbe überspannte Innenraum hat eine u-förmige Empore, im Westen ist sie zweistöckig. Der Altar und die Kanzel von 1614 wurden anlässlich des Neubaus der Kirche 1709–1711 für die Kapelle in Walle verkauft und durch eine Kanzelaltarwand mit seitlichen Durchgängen ersetzt. Der zweigeschossige Mittelteil hat einen gesprengten Giebel, der von korinthischen Säulen getragen wird. Erste Hinweise auf eine Orgel finden sich im Kirchenbuch von 1574. Nach dem Neubau der Kirche wurde eine gebrauchte Orgel mit 14 Registern, verteilt auf zwei Manuale und einem angehängten Pedal, angeschafft. Die heutige Orgel wurde 1887 von P. Furtwängler & Hammer gebaut. Sie hat 17 Register, verteilt auf zwei Manuale und ein Pedal. Sie wurde 1985 restauriert.